# Tomás Ross
Tomás Ross (* 1. März 1998 in Buenos Aires) ist ein argentinischer Schauspieler, der in Argentinien vor allem für seine Rolle in der Soap Opera „Casi Angeles“ bekannt ist, in der er den Cristobal Bauer verkörpert. Neben seiner Filmarbeit arbeitet er vor allem in Argentinien und Frankreich auch als Werbedarsteller.

## Filmografie
- 2006: Alma Pirata
- 2007–2008, 2010: Casi Angeles
- 2009/2010: Consentidos
- 2011: Dulce Amor

## Theater
- Casi Angeles im Grand Rex (2007) als Cristobal Bauer